# Опалинский, Кшиштоф
Кши́штоф Опали́нский (пол. Krzysztof Opaliński; 21 января 1611, Серакув — 6 декабря 1655, Влошаковице) — польский поэт, познанский воевода (с 1637), один из предводителей магнатской оппозиции против Владислава IV и Яна Казимира.
Происходил из древнего лодзинского рода. Сын познанского воеводы (с 1622 года) Петра Опалинского, старший брат Лукаша Опалинского, поэта и надворного маршалка коронного (с 1650 года). Его сестра Софья Людвика Опалинская (ум. 1657) была третьей женой Станислава Конецпольского, великого коронного гетмана Речи Посполитой.
Путешествовал по Италии и Германии, был послом на сеймах; с 1637 года — познанский воевода.
Сочинение его: «Satyry albo przestrogi do naprawy rzadu i obyczajów w Polsce nalezące» (Амстердам, 1650; 2 изд. — 1652; Венеция — 1689; Познань — 1698 и 1840) — представляет собой сборник стихотворений полу-обличительного, полу-дидактического характера. Под пером Опалинского Польша того времени представляется крайне испорченной страной, очагом бесчеловечных преступлений и диких оргий. По-видимому, он сильно сгущал краски и сам был причастен порокам, против которых вооружался: над ним тяготеет обвинение в продажности и даже в измене. Самой любопытной является сатира «На крестьянские тяготы и гнёт», в которой Опалинский рассказывает о страшном угнетении крестьян, о том, как их вешает первый попавшийся господский чиновник по любому поводу или совсем без повода, ибо ведь «крепостной — не человек». — Автор предостерегает шляхту, что такое обращение с крестьянами должно вызвать крестьянские бунты, угрожая гибелью всему государству.
Сатиры Опалинского написаны белыми стихами (одна из наиболее ранних попыток этого рода в польской литературе).

## Семья и дети
В 1634 году женился на Терезе Констанции Царнковской (ум. 11 мая 1660), дочери генерального старосты великопольского и воеводы ленчицкого Адама Седзивоя Царнковского (ок. 1565—1628) и Катарины Лещинской (1588—1639), от брака с которой у него было два сына и четыре дочери:
- Пётр Адам Опалинский (1636—1682), подкоморий познанский (1673), кравчий (1658) и подчаший королевского двора (1660), староста сремский и ковельский
- Ян Карл Опалинский (1642—1695), каштелян познанский (1687), староста осекский
- София Кристина Опалинская (1643—1699), 1-й муж — Адам Конаржевский, 2-й муж — воевода подляшский Вацлав Лещинский (ум. 1688), 3-й муж — староста новы-корчинский Станислав Опалинский (ум. 1704)
- Тереза Констанция Опалинская (1645—1703), 1-й муж — Александр Криштоф Сенюта, 2-й муж — воевода киевский Стефан Немирович, 3-й муж — воевода познанский Войцех Константин Бреза
- Людвика Мария Опалинская (1648—1676), муж с 1668 года воевода ленчицкий Пётр Опалинский (1640—1681)
- Франциска Теодора Опалинская (1650 — после 1713), муж — воевода смоленский Адам (Пётр) Тарло (ум. 1710).